# Bazilika svatého Vavřince a svaté Zdislavy
Bazilika svatého Vavřince a svaté Zdislavy je barokní kostel, od roku 1996 bazilika minor v areálu dominikánského kláštera v Jablonném v Podještědí v Libereckém kraji. Od 28. dubna 2008 je chráněna jako národní kulturní památka České republiky.

## Historie
Budova nového dominikánského konventu byla postavena v letech 1690–1696 a hned následovala i výstavba nového kostela podle projektu vídeňského architekta Johanna Lucase Hildebrandta. Stavbu osobně vedl do roku 1706 stavitel Pietro Bianchi. V roce 1706 po smrti mecenáše Františka Antonína hraběte Berky z Dubé usilovala o dokončení stavby do roku 1713 jeho dědička Rozálie Berková, provdaná Kinská. Nechala dokonce v Kremnici k tomuto datu razit pamětní medaile. Tento záměr na dokončení stavby se však nezdařil a ona sama v šílenství nakonec zemřela 1. ledna 1714.
Již v roce 1706 se projevil nedostatek financí a stavba se začala protahovat a původní projekt nebyl realizován v celém rozsahu, pročež Hildebrandt odmítl na stavbu nadále dohlížet. V letech 1708-1711 ve stavbě pokračoval stavitel Domenico Perini, který vybudoval horní patra včetně kupole, přičemž původní plán upravil po svém. Monumentální chrám byl nakonec vysvěcen až 4. srpna 1729. Roku 1788 požár zničil část zařízení.

## Architektura
Svou dispozicí kostel navazuje na projekt architekta Guarina Guariniho pro kostela San Lorenzo v Turíně i na jeho vídeňskou variantu, kostel sv. Petra realizovaný rovněž Hildebrandtem. Kostel v Jablonném je založen na průniku křivek a lze jej tedy považovat za významný raný doklad pronikání dynamických prvků do české barokní architektury a za předchůdce pozdějších staveb českého radikálního (dynamického) baroka.

### Exteriér

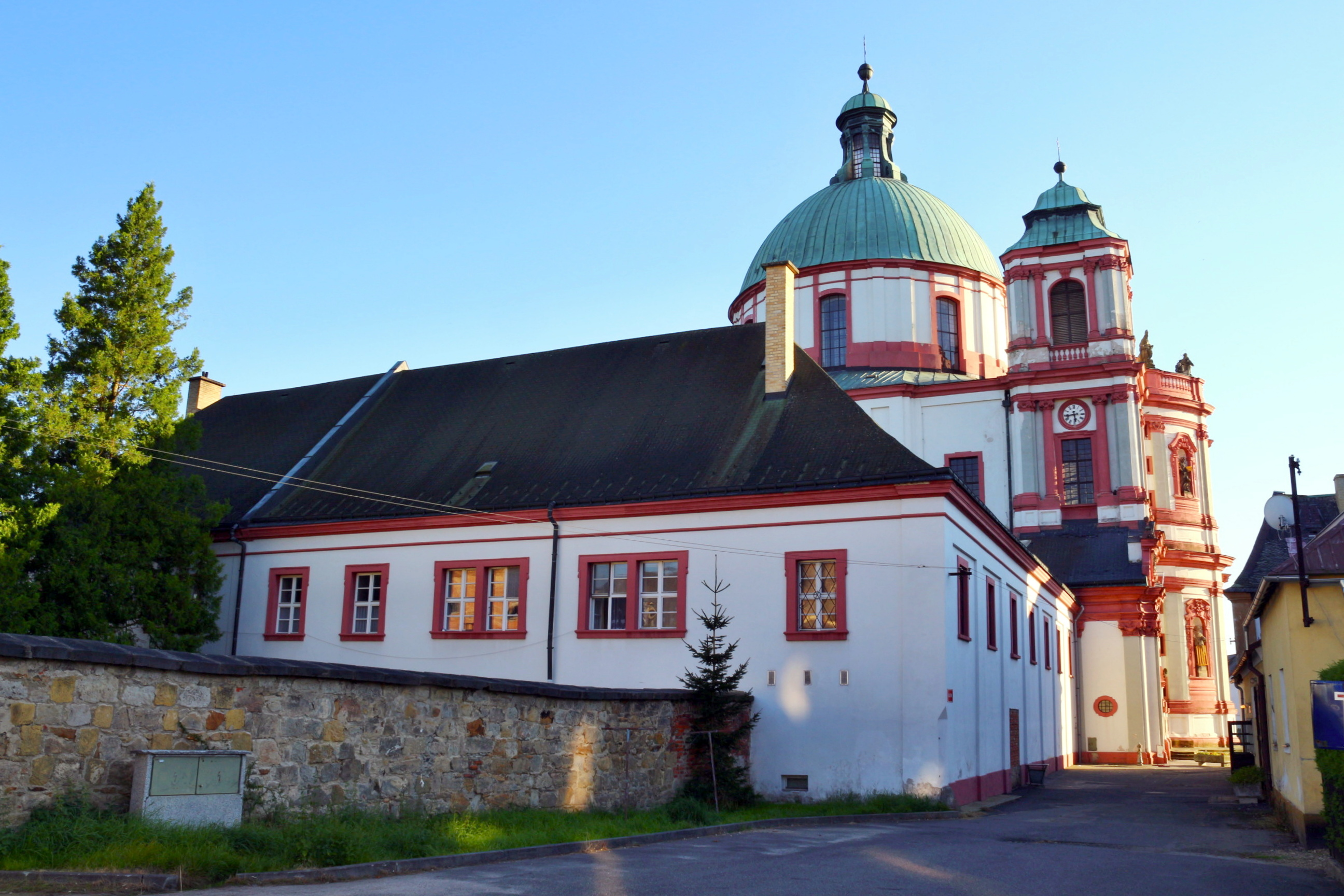
Bazilika sv. Vavřince a sv. Zdislavy s přilehlým klášterem

Jedná se o barokní centrální stavbu zevně obdélnou. Uvnitř stojí na půdoryse protáhlého kříže vykonstruovaného na systému elipsoidů pronikajících do střední části. Na ní je umístěna vznosná kupole s měděnou střešní krytinou, která je viditelná ze širokého okolí. Trojdílné průčelí je bohatě architektonicky vyvinuté. Je z tesaných kvádrů, se třemi portály, jednopatrové se dvěma bočními hranolovými věžemi, které jsou dvoupatrové, ve vrchních částech (stejně jako hlavní portál) nedokončené. Stěny věží dole jsou členěny nárožními pilastry. Ve druhém patře jsou kromě toho členěny polosloupy. Okna jsou obdélná, do polokruhu. Střední konkávní rizalit je členěný pilastry a nikami s polokruhovým oknem z roku 1713. Rizalit je zakončený balustrádou. Průčelí je bohatě pokryto sochami řádových dominikánských patronů od Franze Bienerta z roku 1711. Nacházejí se zde na průčelí sochy sv. Zdislavy, sv. Vavřince, sv. Dominika a sv. Tomáše Akvinského. Na atice jsou pak sochy Madony a dále sochy sv. Jana Nepomuckého, sv. Vojtěcha a sv. Jana Křtitele. Boční stěny jsou hladké s mírnými středními rizality a vysokými okny do půlkruhu. V závěru se nachází apsida.

### Interiér

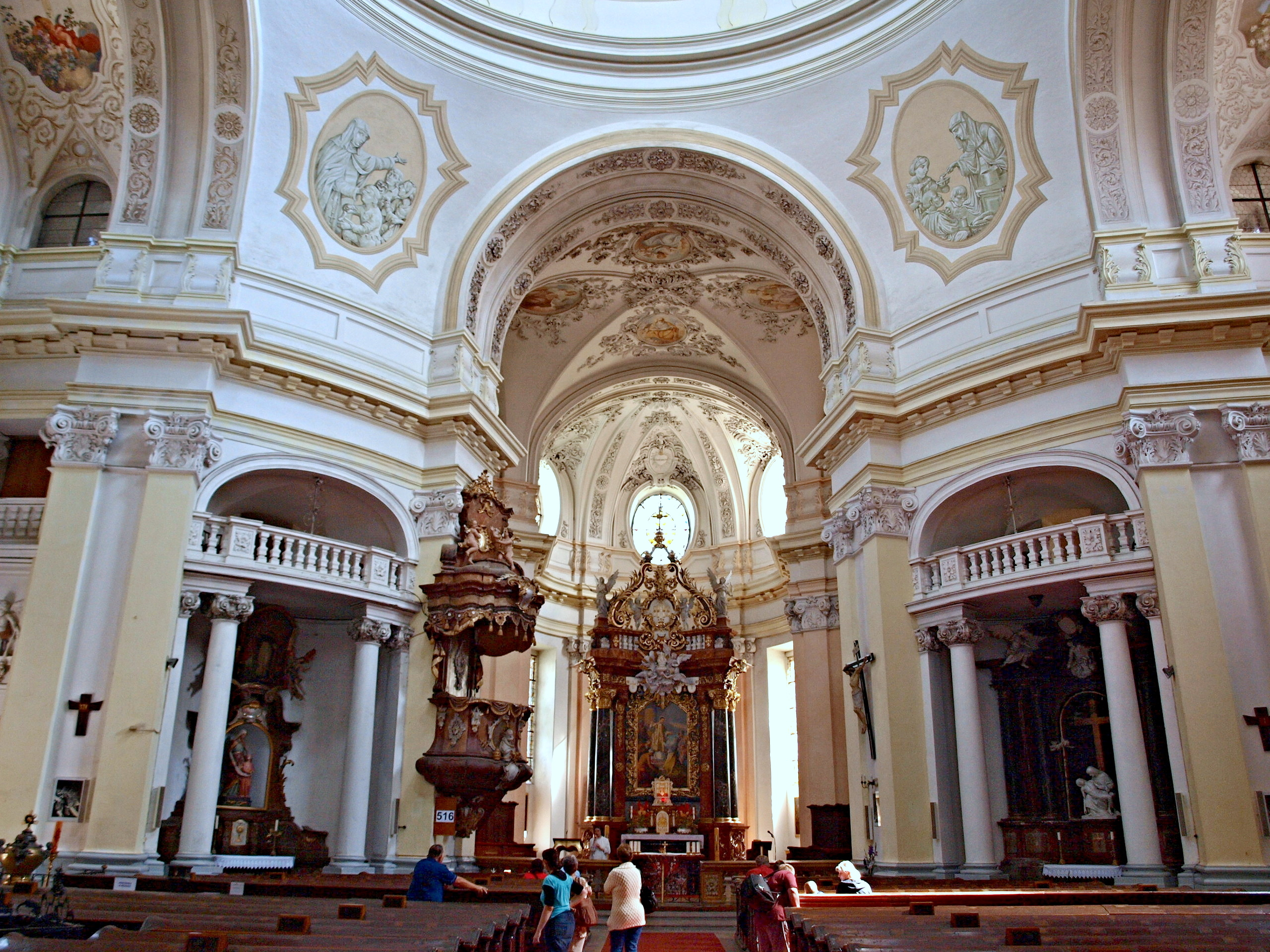
Pohled do interiéru baziliky

Vnitřek sestává z osmibokého středu, do něhož na západě a východě pronikají příčně eliptické prostory kruchty a presbytáře, které jsou sklenuté křížovými klenbami. Na prostor presbytáře navazuje apsida, která je sklenutá konchou a prolomená dvěma okny. Na severu a jihu pronikají do středu dvě valeně sklenuté eliptické kaple. Mohutné pilíře mezi těmito čtyřmi prostorami jsou prolomeny obdélnými kaplemi s rovnými překlady, které jsou podepřeny dvěma volnými sloupy. Nad překlady jsou tribuny. Nároží pilířů jsou pokryta pilastry, které nesou kladí, na něž nasedají pendentivy kruhového tamburu kopule. Tambur je prolomen osmi okny. Na kupoli se nacházejí chiaroscurové malby blažené Zdislavy a Čtyř evangelistů z roku 1852 od Karla Krattnera. Všechny prostory okolo střední části chrámu jsou spojeny křížově sklenutými chodbami. Barokní zvlněná kruchta spočívá na dvou sloupech. Běžně přístupný vstup do baziliky je bočním portálem pod severní věží.

### Vybavení

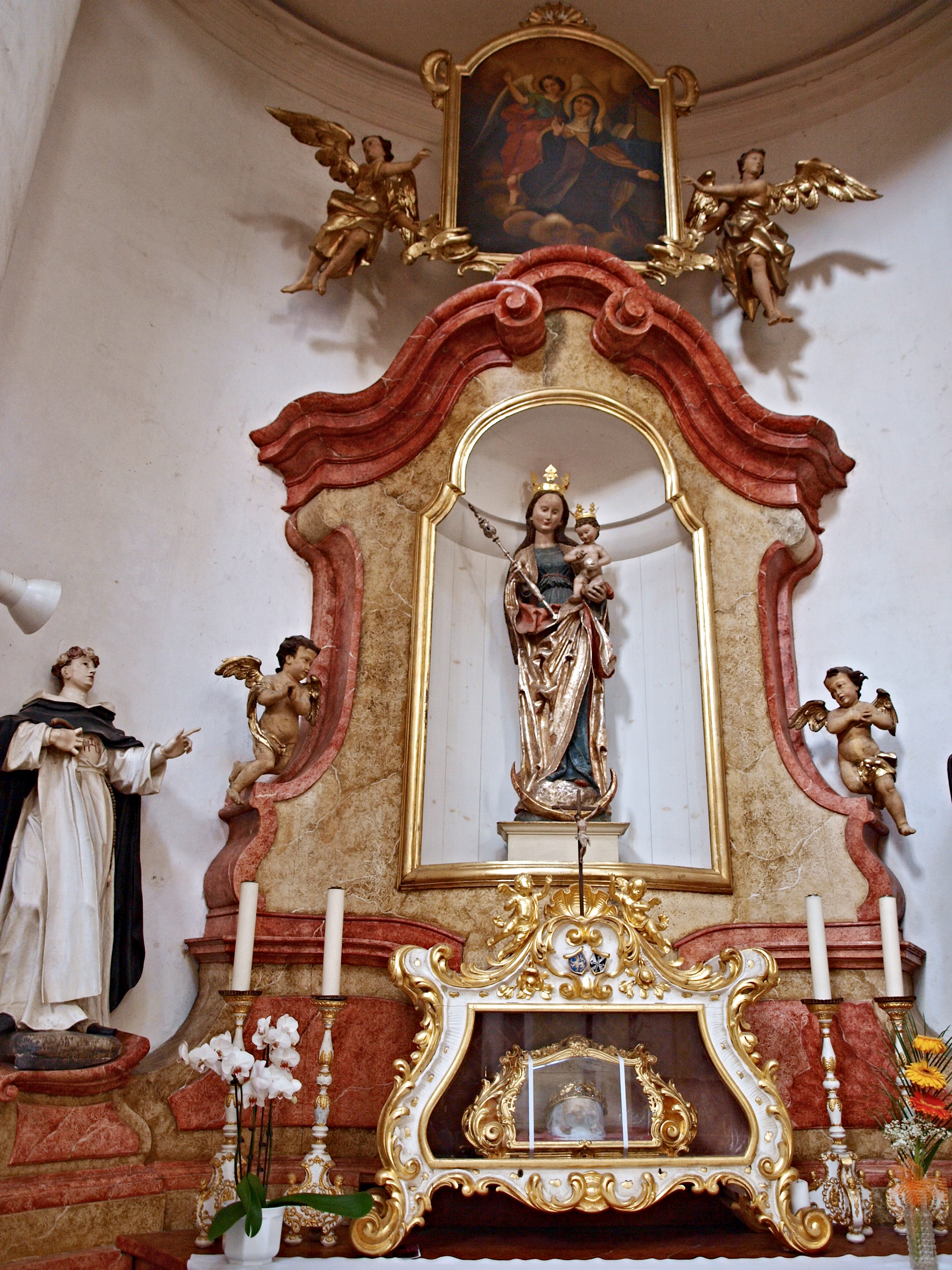
Levý boční oltář s relikviářem svaté Zdislavy uvnitř baziliky

V první levé kapli se nachází oltář Panny Marie. Je zde rokoková kartuše, z období kolem roku 1770, s nikou v níž je pozdně gotická socha Madony z období kolem roku 1510. Obraz sv. Terezie v levé kapli pochází z roku 1853. Z období výstavby chrámu jsou zde sochy sv. Kateřiny Sienské a sv. Jindřicha Susy. V pseudobarokní zasklené skříni z roku 1908 se zde nacházejí ostatky sv. Zdislavy, jejíž hrob se nachází v kryptě pod oltářem. Otvor krypty je ohrazen barokní kovanou mříží z roku 1732. V kryptě se nachází 24 obrázků z legendy o sv. Zdislavě na mědi, které byly namalovány roku 1660 podle starších rytých předloh.
Ve střední levé kapli je pseudobarokní oltář Nejsvětějšího Srdce Páně. Je portálový, sloupový a pochází z roku 1911. Je doplněn barokními sochami sv. Petra a sv. Pavla pocházejícími z období výstavby baziliky a novějším obrazem Krista. Vedle klasicistní zpovědnice z konce 18. století se nachází rokoková křtitelnice z roku 1764 s cínovými andílky. Nad ní je stará kopie zbraslavské Madony z 18. století.
V menší levé kapli je oltář sv. Anny. Je zde rokoková kartuše se sochami z roku 1886 a v nástavci oltáře s obrazem sv. Vincence Ferrerského z roku 1764. Klasicistní kazatelna pochází z roku 1789 a je dílem J. Neumanna z Jablonného s poprsím sv. Petra. V přilehlé chodbě do sakristie se nachází obraz Umučení sv. Vavřince. Jedná se o barokní dílo z první poloviny 18. století, které bylo zřejmě původně hlavním oltářním obrazem.
Hlavní oltář je pseudobarokní baldachýnový z roku 1898 od V. Angsta s obrazem sv. Vavřince od K. Krattnera. Oltář byl doplněn obrazem sv. Zdislavy pocházející z 20. století. Chórové lavice jsou rokokové intarzované ze druhé poloviny 18. století. Nad vchody do sakristie a protilehlého depozitáře jsou umístěny busty Františka Antonína Berky z Dubé a Františky Rozálie Berkové provdané Kinské. Obě mramorové poprsí od Jana Blommendaela z doby kolem roku 1700, jsou vynikajícími příklady nizozemského portrétního sochařství na českém území. 
Na pravé straně od hlavního oltáře v malé kapli se nachází barokní oltář sv. Kříže z roku 1718. Je portálový, sloupový a mramorový. Je dílem M. Gugela a vybaven novějšími sochami, Pietou z roku 1881 a obrazem Madony v rokokovém rámu.
Ve střední kapli na pravé straně je barokní oltář zasvěcený tajemství svatého růžence z roku 1732. Je portálový, sloupový s bohatou plastickou stafáží Panny Marie s Ježíškem předávající růženec sv. Dominikovi, sv. Tomáše Akvinského a sv. Alberta Velikého a Boha Otce a andělů. Nástěnný obraz sv. Aloise je v klasicistním rámu z období po roce 1789.
Další dvě zpovědnice pocházejí z konce 18. století. V poslední malé kapli na pravé straně je barokní oltář sv. Josefa. Je kartušovitý s obrazem sv. Jana Nepomuckého z období výstavby kostela a novějšími sochami sv. Josefa a krále Davida vytvořené v období mezi lety 1885–1889. Křížová cesta je dílem Johanna Birnbauma (1793–1872) a pochází z roku 1854. Varhany jsou pseudorokokové z roku 1859.

## Odraz v populární kultuře
Kostel sv. Vavřince navštíví hrdinové v knize Miloše Zapletala Soví jeskyně, ve které se mezi ilustracemi Marka Čermáka nachází i pohled na průčelí kostela.